# Richmondshire
El comtat de Richmond (o Richmondshire) és un districte del nord del Yorkshire a Anglaterra.
Segons el Domesday Book (1086), al final del segle xi, el primer titular del comtat fou Alan el Roig, fill segon d'Eudes de Penthièvre, havent rebut el "honor" (les terres en feu) de Guillem el Conqueridor en recompensa per la seva participació en la conquesta d'Anglaterra. Les terres del Richmondshire havien pertangut a Edwin (+ 1071), comte de Mèrcia, fins a la seva revolta el 1069-1070 i formaven un molt important conjunt compacte (aproximadament 200 senyories), el que era poc inhabitual per a l'època. Aquest conjunt constituïa el «honor de Richmond» i va permetre a Alan el Roig establir una força militar poderosa al nord-oest del Yorkshire, en la unió de les principals carreteres que venien d'Escòcia i entraven a la vall de York. Alan fou en aquell temps el tercer baró laic més ric d'Anglaterra. Al Domesday Book apareix designat com «castellania de Richmond». A més a més d'altres terres disperses pel Yorkshire, l'honor incloïa conjunts importants de terres als comtats de Cambridge, Norfolk i Suffolk. Altres possessions estaven disperses al Hampshire, el Nottinghamshire, l'Hertford i el Northamptonshire. Alan va començar la construcció del castell de Richmond al voltant de 1077: es tracta sens dubte d'un dels primers castells normands en pedra construït a Anglaterra i fou el centre administratiu del comtat. La ciutat de Richmond es desenvoluparà al voltant de la fortalesa. Alan, encara que mai no va rebre formalment el títol de comte de Richmond del rei d'Anglaterra (només va rebre les terres), és de vegades considerat com el primer comte de Richmond. Va morir el 1093 sense descendència. El seu germà Alan II el Negre († 1098) el va succeir. El seu darrer germà Esteve I de Penthièvre († 1135/36), va heretar aquest honor, i va reunir les possessions angleses i bretones de la família. Va viure a Bretanya i fou el primer titular que no va residir al comtat. El seu fill Alan III el Negre es va casar el 1138 amb Berta de Bretanya del que va tenir un fill, Conan; Alan III va morir el 1136 i el va succeir el seu fill Conan, que era menor d'edat, sota tutela de la seva mare Berta i del pare d'aquesta, Conan III de Bretanya. Des de 1136, l'honor de Richmond fou considerat com un comitatus, és a dir un comtat reagrupant terres contigües sota l'autoritat d'un comte.
Conan III de Bretanya va morir el 1148 i va deixar el ducat a la seva filla Berta i al seu net Conan (Conan IV de Bretanya); Berta es va casar amb Eudes de Prohoet que va esdevenir administrador de les possessions de Penthièvre, Richmon i el ducat de Bretanya. Quan Conan IV va arribar a la majoria, Eudes es va negar a cedir l'administració rebent el suport dels barons de Bretanya; Conan va haver de fugir a Anglaterra, on va administrar l'honor de Richmond que li va confirmar Enric II Plantagenet (1154), cosa que li va permetre disposar d'importants ingressos fins i tot superiors als que tenia com a duc de Bretanya. De tornada a Bretanya el 1155, amb el suport d'Enric II, no va aconseguir desfer-se de la tutela del seu protector; va conservar l'honor de Richmond després d'haver renunciat a Bretanya el 1166; Enric II va aprofitar la seva mort el 1171 per apoderar-se del comtat que va entregar el 1183 al seu fill Geoffroy, duc de Bretanya des de feia dos anys.
La unió de Richmond i Bretanya, malgrat les nombroses vicissituds, va perdurar fins al començament del segle xv. El comtat de Richmond va restar entre els títols dels ducs fins al 1399 si bé del 1342 al 1372 el títol va passar provisionalment a mans de Joan de Gant, fill d'Eduard III d'Anglaterra, sota administració de la reina mentre el seu marit estava a França en els primers combats de la Guerra dels Cent Anys; el comtat va restar fora del poder dels ducs de Bretanya fins al 1372. Llavors fou donat al duc Joan IV de Bretanya, que el va concedir al seu fill segon Artur (Artur III de Bretanya) en el moment del naixement d'aquest. El 1399, en resposta a la inversió de l'aliança del duc de Bretanya a favor del rei de França, enemic d'Anglaterra, el rei Enric IV va retirar l'honor de Richmond als ducs de Bretanya. L'honor i el seu títol foren així separats definitivament del ducat de Bretanya, amb el que havien estat lligats des de la conquesta normanda. No obstant això, els membres de la casa de Bretanya van seguir durant molt de temps reivindicant l'heretatge de Richmond, com Artur III de Bretanya que durant tota la seva vida es va anomenar comte de Richemont o conestable de Richemont.
Finalment el 1414 el títol va entrar a les possessions de la família reial anglesa a través de Joan de Lancaster, tercer fill d'Enric IV d'Anglaterra.

## Els comtes

### Dinastia dita de Penthièvre (1070/71-1135/36)
- Alan el Roig 1071-1093 (Alan I)
- Alan II el Negre 1093-1098
- Esteve I de Penthièvre 1098-1136
- Alan III el Negre 1136-1146 comte de Cornualla, casat amb Berta de Bretanya, filla de Conan III de Bretanya i hereva del ducat de Bretanya.

### Ducs de Bretanya
- Conan el Negre (Conan IV el Petit o Conan IV de Bretanya) 1146-1171 (duc 1156-1166)
- Constància (1171 - 1201)
- Jofré I Plantagenet (per dret uxori)
- Artur I (1201 - 1203)

### Segona creació del comtat de Richmond
- 1219-1235 : Pere I Mauclerc (1190-1250), duc de Bretanya per dret de la seva dona Alix de Thouars i després com a regent del seu fill.
- Confiscat el 1235

### Tercera creació del comtat de Richmond (1241)
- 1241- 1268: Pere II de Savoia (1203-1268), comte de Savoia, oncle de la reina consort Eleonor de Provença

### Quarta creació del comtat de Richmond (1268)
- (1237)-1268: Joan I el Roig, duc de Bretanya. Transmet el títol al seu fill el 1268;
- 1268-1305 : Joan II de Bretanya (1239-1305), duc de Bretanya

### Cinquena creació del comtat de Richmond (1306)
- 1306- 1334: Joan de Bretanya o Joan de Richmond (1266-1334), fill del precedent;
- 1334- 1341: Joan III de Bretanya (1286-1341), duc de Bretanya. Nebot del precedent.

### Sisena creació del comtat de Richmond (1341)
- 1341- 1342: Joan de Montfort (+ 1345), comte de Montfort-l'Amaury. Germanastre del precedent.
- Confiscat el 1342

### Setena creació del comtat de Richmond (1342)
- 1342-1372 : Joan de Gant (1340-1399), comte de Lancaster, comte de Lincoln, comte de Derby i comte de Leicester, duc de Lancaster (1362) i  duc d'Aquitània.
- Renuncia al títol el 1372

### Vuitena creació del comtat de Richmond (1372)
- 1372- 1393: Joan IV de Bretanya (1339-1399), duc de Bretanya
  - 1393-1399: Artur de Richmond (1392-1399) conestable de França, després duc Artur III de Bretanya
- Confiscat el 1399 per Enric IV d'Anglaterra[10]

### Novena creació del comtat de Richmond (1414)
- 1414- 1435: Joan de Lancaster (1389-1435), duc de Bedford, comte del Maine i duc d'Anjou.

### Desena creació del comtat de Richmond (1453)
- 1453- 1456: Edmund Tudor (1430-1456), germanastre d'Enric VI d'Anglaterra;
- 1457- 1461: Enric Tudor (1457-1509), després Enric VII d'Anglaterra el 1485. Fill del precedent.
- Títol confiscat el 1461.

## Onzena creació com a ducat (1613)
- 1613-1624 : Ludovic Stuart (1574-1624), duc de Lennox, creat duc de Richmond el 1623.